# OpenLogos
OpenLogos ist eine freie Software (GPL) zur regelbasierten maschinellen Übersetzung menschlicher Sprache. Die GlobalWare AG vertreibt auch kommerzielle Lizenzen für die Software. Sie ist als Hilfswerkzeug für professionelle menschliche Übersetzer gedacht.
Es ist die freie Version des Maschinenübersetzungssystemes Logos, eines der ältesten und langlebigsten Maschinenübersetzungssysteme der Welt.
Es wurde von der US-amerikanischen Logos Corporation mit Hilfe von zusätzlichen Entwicklerteams aus Deutschland und Italien entwickelt.

## Merkmale
OpenLogos übersetzt aus der englischen oder deutschen Sprache in Deutsch, Englisch, Französisch, Italienisch, Spanisch und Portugiesisch. Zukünftig sollen Übersetzungen unidirektional zwischen allen unterstützten Sprachen möglich sein.

## Technik
OpenLogos kann sowohl als Server als auch durch ein Kommandozeilenprogramm verwendet werden. Zu OpenLogos gehören auch eine grafische Benutzeroberfläche für den Mehrbenutzer-Einsatz wie auch ein umfassendes Tool für die Verwaltung und Anpassung der Übersetzungsressourcen an die Benutzererfordernisse.

## Geschichte
Logos wird seit 1967 entwickelt.
Logos Corporation wurde im Jahre 1970 von Bernard (Bud) Scott gegründet, der über 30 Jahre an seinem Logos-System arbeitete, bis das Unternehmen 2000 von der Group AG übernommen wurde. Die Software begann als Übersetzungssystem für die Sprachkombination Englisch–Vietnamesisch und war in dieser Form 1972 (während des Vietnamkrieges) einsatzfähig. Danach wurde es auf mehrere Zielsprachen erweitert und Deutsch als Quellsprache hinzugefügt. Das System war für das Windows-Betriebssysteme mit einer Oracle-Datenbank konzipiert. 2005 begann das DFKI an einer freien Open-Source-Portierung auf der Basis von Linux mit einer PostgreSQL-Datenbank unter dem Namen OpenLogos. Es ist heutzutage eines der wichtigsten und misst sich auf Augenhöhe mit anderen großen Maschinenübersetzungssystemen wie SYSTRAN oder IBMs WebSphere.
Die erste Open-Source-Linux-Version wurde im Oktober 2005 veröffentlicht. Sie ist in Version 1.0.0 noch nicht komplett für AMD64 kompilierbar. Im September 2010 zog das Projekt auf SourceForge um.